# Chordospartium
Genre
Synonymes
- Carmichaelia R.Br., 1825 (préféré par NCBI)[2]
- Chordospartium Cheeseman[3]
- Chordospartium[2]
- Corallospartium J.B. Armstr.[3]
- Notospartium Hook.f.[3]

Chordospartium est un genre de plantes à fleurs dicotylédones de la famille des Fabaceae, de la sous-famille des Mimosoideae, originaire de l'île du Sud (Nouvelle-Zélande), qui comprend deux espèces acceptées.

## Liste d'espèces
Selon The Plant List (20 novembre 2018) :
- Chordospartium muritai A.W.Purdie
- Chordospartium stevensonii Cheeseman